# غلافک‌داران
غلافک‌داران(نام علمی: Calyptratae) نام یک subsection از section درزداران است.